# Mr. Saxobeat
Mr. Saxobeat este primul single internațional al solistei Alexandra Stan scris de Andrei Nemirschi și Marcel Prodan, fiind inclus pe albumul de debut Saxobeats. A fost lansat prima dată de casa de discuri Maan Music, iar apoi, la nivel internațional de către Columbia Records.
În scurt timp a devenit un hit la nivel mondial. După ce a cucerit România, stând 8 săptămâni pe prima poziție a Romanian Top 100, a trecut granițele în toate țările Europei. Acesta a intrat în top 30 al "Canadian Hot 100" și în cele din urmă în Billboard Hot 100. În Noua Zeelandă a ajuns în top 5, iar în Australia în top 20. Single-ul a primit din partea MediaPro Music "Discul de platină" pentru vânzări worldwide de peste 1.000.000 de unități.
Succesul răsunător a dus piesa și în lumea filmelor, fiind auzită în episodul 6 al primului sezon al serialului american "Suburgatory" numit "Charity Case" și în ultimul episod al "CSI:Miami" numit "Habeas Corpse".

## Videoclip
Videoclipul a fost filmat la Studiourile MediaPRO în octombrie 2010. A fost lansat pe 15 noiembrie 2010 și a strâns un număr impresionant de vizualizări pe site-ul YouTube, mai exact peste 1.4 miliarde de vizionari.

## Track listing
- Digital download[2] / French CD single[3]

1. "Mr. Saxobeat" (Radio Edit) – 3:15
2. "Mr. Saxobeat" (Extended Mix) – 4:15

- UK digital EP

1. "Mr. Saxobeat" (UK Radio Edit) – 2:31
2. "Mr. Saxobeat" (Extended Mix) – 4:15
3. "Mr. Saxobeat" (Hi Def Radio Edit) – 3:00
4. "Mr. Saxobeat" (Hi Def Mix) – 6:53
5. "Mr. Saxobeat" (Kenny Hayes Mix) – 5:30

- Italian CD single

1. "Mr. Saxobeat" (Paolo Noise Radio Edit) – 3:33
2. "Mr. Saxobeat" (Paolo Noise Extended) – 6:04
3. "Mr. Saxobeat" (Gabry Ponte Radio Edit) – 3:02
4. "Mr. Saxobeat" (Gabry Ponte Extended) – 6:03
5. "Mr. Saxobeat" (Ali6 Remix) – 3:22
6. "Mr. Saxobeat" (Wender Remix) – 5:55

- German digital download

1. "Mr. Saxobeat" (Radio Edit) – 3:15
2. "Mr. Saxobeat" (Acoustic Version) – 3:01
3. "Mr. Saxobeat" (Extended Version) – 4:16
4. "Mr. Saxobeat" (Bodybangers Remix) – 5:51
5. "Mr. Saxobeat" (Bodybangers Remix Edit) – 3:23

- German CD single

1. "Mr. Saxobeat" (Radio Edit) – 3:17
2. "Mr. Saxobeat" (Acoustic Version) – 3:03

- German CD maxi single

1. "Mr. Saxobeat" (Radio Edit) – 3:17
2. "Mr. Saxobeat" (Bodybangers Remix Edit) – 3:22
3. "Mr. Saxobeat" (Extended Version) – 4:16
4. "Mr. Saxobeat" (Bodybangers Remix) – 5:50
5. "Mr. Saxobeat" (Acoustic Version) – 3:03

## Topuri și premii
| Grafic 2010-2012                       | Poziția |
| -------------------------------------- | ------- |
| Australia (ARIA)                       | 19      |
| Australia (ARIA Dance Chart)           | 5       |
| Austria (Ö3 Austria Top 40)            | 1       |
| Belgia (Ultratop 40 Wallonia)          | 2       |
| Belgia (Ultratop 50 Flanders)          | 5       |
| Brazilia (Billboard Hot 100 Airplay)   | 8       |
| Brazilia (Billboard Hot Pop & Popular) | 5       |
| Canada (Canadian Hot 100)              | 25      |
| Danemarca (Tracklisten)                | 1       |
| Elveția (Schweizer Hitparade)          | 1       |
| Finlanda (Suomen virallinen lista)     | 2       |
| Franța (SNEP)                          | 6       |
| Grecia (IFPI)                          | 4       |
| Germania (Media Control AG)            | 1       |
| Irlanda (IRMA)                         | 6       |
| Israel (Media Forest)                  | 1       |
| Italia (FIMI)                          | 1       |
| Japonia (Japan Hot 100)                | 9       |
| Noua Zeelandă (RIANZ)                  | 4       |
| Norvegia (VG-lista)                    | 2       |
| Olanda (Dutch Top 40)                  | 2       |
| Polonia (Dance Top 50)                 | 2       |
| Polonia (Video Chart)                  | 1       |
| România (Romanian Top 100)             | 1       |
| Rusia (2M)                             | 3       |
| Scoția (Official Charts Company)       | 2       |
| Slovacia (IFPI)                        | 1       |
| Spania (PROMUSICAE)                    | 3       |
| Spania (Airplay Chart)                 | 2       |
| Suedia (Sverigetopplistan)             | 3       |
| UK Dance (Official Charts Company)     | 1       |
| UK Singles (Official Charts Company)   | 3       |
| Ungaria (Dance Top 40)                 | 4       |
| Ungaria (Rádiós Top 40)                | 1       |
| Ungaria (Single Top 10)                | 8       |
| US Billboard Hot 100                   | 21      |
| US Pop Songs (Billboard)               | 18      |
| US Hot Dance Club Songs (Billboard)    | 37      |

| Grafic 2010                              | Poziția |
| ---------------------------------------- | ------- |
| România (Romanian Top 100)               | 69      |
| Grafic 2011                              | Poziția |
| Australia (ARIA)                         | 94      |
| Austria                                  | 2       |
| Belgia (Ultratop 50 Flanders)            | 49      |
| Belgia (Ultratop 40 Wallonia)            | 22      |
| Danemarca (Tracklisten)                  | 20      |
| Elveția (Schweizer Hitparade)            | 3       |
| Germania (Media Control AG)              | 2       |
| Grecia (Airplay Chart)                   | 33      |
| Italia (FIMI)                            | 2       |
| Belgia (Ultratop 40 Wallonia)            | 22      |
| Danemarca (Tracklisten)                  | 20      |
| Germania (Media Control AG)              | 2       |
| Grecia (Airplay Chart)                   | 33      |
| Italia (FIMI)                            | 2       |
| Mexic (Airplay Chart)                    | 4       |
| Olanda (Mega Single Top 100)             | 17      |
| Polonia (Dance Top 50)                   | 9       |
| România (Romanian Top 100)               | 46      |
| Spania (Singles Chart)                   | 12      |
| Spania (Airplay Top 20)                  | 5       |
| UK Singles (The Official Charts Company) | 21      |
| US Hot Latin Songs (Billboard)           | 44      |
| US Latin Pop Airplay (Billboard)         | 44      |
| US Hot Dance Airplay (Billboard)         | 4       |
| Grafic 2012                              | Poziția |
| Japonia (Japan Hot 100)                  | 24      |
| Rusia(2M)                                | 21      |

| Țara          | Instituția   | Premiul              |
| ------------- | ------------ | -------------------- |
| Australia     | ARIA         | Discul de platină    |
| Austria       | IFPI         | Discul de platină    |
| Belgia        | BEA          | Discul de aur        |
| Canada        | Music Canada | Discul de platină    |
| Danemarca     | IFPI         | Discul de platină    |
| Germania      | BVMI         | Discul de platină    |
| Italia        | FIMI         | 2x Discul de platină |
| Noua Zeelandă | RIANZ        | Discul de aur        |
| Spania        | PROMUSICAE   | Discul de aur        |
| Suedia        | SRIA         | Discul de platină    |

## Lansările
| Țara      | Data              | Format                      | Casă discuri            |
| --------- | ----------------- | --------------------------- | ----------------------- |
| Suedia    | 28 ianurie 2011   | Digital download            | ARS Records             |
| Italia    | 28 ianurie 2011   | Digital download            | EGO Italy               |
| Franța    | 14 februarie 2011 | CD single                   | ARS Records             |
| S.U.A     | 15 februarie 2011 | Digital download            | Ultra Records           |
| Denmarca  | 18 februarie 2011 | Digital download            | Sony Music              |
| U.K.      | 21 aprilie 2011   | Digital download            | 3 Beat, AATW            |
| Germania  | 6 mai 2011        | CD single, digital download | Sony Music              |
| Germania  | 8 iulie 2011      | CD maxi single              | Sony Music              |
| Italia    | 28 iunie 2011     | CD single                   | Ego Music               |
| Australia | 1 iulie 2011      | Digital download            | Central Station Records |